# Lijst van werken van Theo van Doesburg
Deze lijst van werken van Theo van Doesburg geeft een overzicht van de werken van de Nederlandse kunstenaar Theo van Doesburg.

## Nummering
De schilderijen van Van Doesburg zijn in drie groepen te verdelen: ‘vrij’ werk, werken getiteld Compositie gevolgd door een Romeins cijfer en werken getiteld Contra-Compositie eveneens gevolgd door een Romeins cijfer. Het kwam voor dat Van Doesburg de nummering wijzigde, voor bijvoorbeeld tentoonstellingen, waardoor er composities voorkomen met hetzelfde nummer.

## Beeldende kunst
| Titel | Datering                               | Type                                                                     | Verblijfplaats                                                        | Afbeelding |  |
| --- | -------------------------------------- | ------------------------------------------------------------------------ | --------------------------------------------------------------------- | ---------- |  |
| Landschap met hooimijten                                                                                   | 1899                                   | Tekening                                                                 | Onbekend                                                              |            |  |
| Hond | 1899                                   | Schilderij                                                               | Centraal Museum, Utrecht                                              |            |  |
| Twee honden                                                                                                | Ca. 1899                               | Schilderij                                                               | Centraal Museum, Utrecht                                              |            |  |
| Portret van vrouw met witte kraag                                                                          | 1900                                   | Schilderij                                                               | Centraal Museum, Utrecht                                              |            |  |
| Rivierlandschap met kerktoren en molen                                                                     | 1900                                   | Schilderij                                                               | Onbekend                                                              |            |  |
| Landschap met molen en kerk                                                                                | 1900                                   | Schilderij                                                               | Centraal Museum, Utrecht                                              |            |  |
| Landschap                                                                                                  | 1901                                   | Schilderij                                                               | Centraal Museum, Utrecht                                              |            |  |
| Landschap met hooikar, kerktorens en molen                                                                 | 1901                                   | Schilderij                                                               | Centraal Museum, Utrecht                                              |            |  |
| Schets van een landschap                                                                                   | Ca. 1901                               | Schilderij                                                               | Centraal Museum, Utrecht                                              |            |  |
| Rivierlandschap met molen                                                                                  | 1902                                   | Tekening                                                                 | Centraal Museum, Utrecht                                              |            |  |
| Naakte man die een balk torst                                                                              | 1902                                   | Tekening                                                                 | Centraal Museum, Utrecht                                              |            |  |
| Landschap met boerderij                                                                                    | 1903 (?)                               | Tekening                                                                 | Centraal Museum, Utrecht                                              |            |  |
| Lezende jongen in klapstoel                                                                                | 1903 (?)                               | Tekening                                                                 | Centraal Museum, Utrecht                                              |            |  |
| Portret van vrouw met hoed                                                                                 | 1903 (?)                               | Tekening                                                                 | Centraal Museum, Utrecht                                              |            |  |
| Landschap met bomen                                                                                        | 1903                                   | Tekening                                                                 | Centraal Museum, Utrecht                                              |            |  |
| Stilleven met doodshoofd                                                                                   | 1903                                   | Tekening                                                                 | Centraal Museum, Utrecht                                              |            |  |
| Werker | 1903                                   | Schilderij (?)                                                           | Onbekend                                                              |            |  |
| Lopende man met zak op de rug                                                                              | 1903                                   | Tekening                                                                 | Centraal Museum, Utrecht                                              |            |  |
| Man die boot trekt                                                                                         | 1903 (?)                               | Tekening                                                                 | Centraal Museum, Utrecht                                              |            |  |
| Zaaier | 1903 (?)                               | Tekening                                                                 | Privéverzameling, Nederland                                           |            |  |
| Landarbeider aan het werk                                                                                  | 1903 (?)                               | Tekening                                                                 | Centraal Museum, Utrecht                                              |            |  |
| Vrouw in landschap                                                                                         | 1903                                   | Schilderij                                                               | Centraal Museum, Utrecht                                              |            |  |
| Figuur op brug in bos                                                                                      | 1903                                   | Schilderij                                                               | Centraal Museum, Utrecht                                              |            |  |
| Achteroverleunende vrouw met sigaret                                                                       | 10 januari 1904                        | Tekening                                                                 | Centraal Museum, Utrecht                                              |            |  |
| Vrouwelijk naakt                                                                                           | 1904                                   | Schilderij                                                               | Onbekend                                                              |            |  |
| Portret van Agnita Feis                                                                                    | 1904                                   | Schilderij                                                               | Centraal Museum, Utrecht                                              |            |  |
| Portret van een man                                                                                        | 1904                                   | Schilderij                                                               | Centraal Museum, Utrecht                                              |            |  |
| Gemberpot met chrysanten                                                                                   | 1904 (?)                               | Tekening                                                                 | Centraal Museum, Utrecht                                              |            |  |
| Gemberpot met chrysanten                                                                                   | 1904                                   | Tekening                                                                 | Centraal Museum, Utrecht                                              |            |  |
| Reinette                                                                                                   | 1904                                   | Tekening                                                                 | Centraal Museum, Utrecht                                              |            |  |
| Zittende vrouw en reusachtig mannenhoofd                                                                   | 1904 (?)                               | Tekening                                                                 | Centraal Museum, Utrecht                                              |            |  |
| Vrouw met twee mannen                                                                                      | 1904 (?)                               | Tekening                                                                 | Centraal Museum, Utrecht                                              |            |  |
| Vrouw en profil                                                                                            | 1904 (?)                               | Tekening                                                                 | Centraal Museum, Utrecht                                              |            |  |
| Jonge man die oude man op zijn rug draagt                                                                  | 1904 (?)                               | Tekening                                                                 | Centraal Museum, Utrecht                                              |            |  |
| Pratende vrouw                                                                                             | 1904 (?)                               | Tekening                                                                 | Centraal Museum, Utrecht                                              |            |  |
| Man die iets aanreikt                                                                                      | 1904 (?)                               | Tekening                                                                 | Centraal Museum, Utrecht                                              |            |  |
| Kindje | 1904 (?)                               | Tekening                                                                 | Centraal Museum, Utrecht                                              |            |  |
| Landschap in de schemering                                                                                 | 1904 (?)                               | Schilderij                                                               | Centraal Museum, Utrecht                                              |            |  |
| Bospad met huisje                                                                                          | Ca. 1904                               | Tekening                                                                 | Centraal Museum, Utrecht                                              |            |  |
| Waterkant bij avond                                                                                        | Ca. 1904                               | Tekening                                                                 | Centraal Museum, Utrecht                                              |            |  |
| Landschap bij nacht                                                                                        | 1904, ca.                              | Tekening                                                                 | Centraal Museum, Utrecht                                              |            |  |
| Boerderij in landschap                                                                                     | 1904, ca.                              | Tekening                                                                 | Centraal Museum, Utrecht                                              |            |  |
| Landweg met wegwijzer                                                                                      | 1904, ca.                              | Tekening                                                                 | Centraal Museum, Utrecht                                              |            |  |
| Boerderij met bruggetje                                                                                    | 1904, ca.                              | Tekening                                                                 | Centraal Museum, Utrecht                                              |            |  |
| Boerin in landschap                                                                                        | 1904, ca.                              | Tekening                                                                 | Onbekend                                                              |            |  |
| Boer en boerin in landschap                                                                                | 1904, ca.                              | Tekening                                                                 | Centraal Museum, Utrecht                                              |            |  |
| Zaaier in landschap met boerderijen                                                                        | 1904, ca.                              | Tekening                                                                 | Centraal Museum, Utrecht                                              |            |  |
| Man die boot trekt                                                                                         | 1904                                   | Tekening                                                                 | Onbekend                                                              |            |  |
| Man met paard en wagen of schuit                                                                           | 1905                                   | Tekening                                                                 | Centraal Museum, Utrecht                                              |            |  |
| Wandelende vrouw op rug gezien                                                                             | 1905                                   | Tekening                                                                 | Centraal Museum, Utrecht                                              |            |  |
| Zomerdroom                                                                                                 | 1905                                   | Tekening                                                                 | Centraal Museum, Utrecht                                              |            |  |
| Zelfportret                                                                                                | 1905, ca.                              | Tekening                                                                 | Centraal Museum, Utrecht                                              |            |  |
| Zelfportret                                                                                                | 1905                                   | Tekening                                                                 | Centraal Museum, Utrecht                                              |            |  |
| Zelfportret                                                                                                | 1905                                   | Tekening                                                                 | Centraal Museum, Utrecht                                              |            |  |
| Zelfportret                                                                                                | 1905                                   | Tekening                                                                 | Privéverzameling Eberhard W. Kornfeld, Bern                           |            |  |
| Zelfportret                                                                                                | 1905, ca.                              | Tekening                                                                 | Centraal Museum, Utrecht                                              |            |  |
| Zelfportret en face                                                                                        | 1905, ca.                              | Tekening                                                                 | Centraal Museum, Utrecht                                              |            |  |
| Zelfportret                                                                                                | 1905                                   | Tekening                                                                 | Centraal Museum, Utrecht                                              |            |  |
| Zelfportret met tekendoos                                                                                  | 1905                                   | Tekening                                                                 | Centraal Museum, Utrecht                                              |            |  |
| Zelfportret met witte kraag                                                                                | 1905, ca.                              | Tekening                                                                 | Centraal Museum, Utrecht                                              |            |  |
| Zelfportret met pijp (Theo van Doesburg)                                                                   | 1905, ca.                              | Tekening                                                                 | Centraal Museum, Utrecht                                              |            |  |
| Zelfportret                                                                                                | 1905, ca.                              | Tekening                                                                 | Centraal Museum, Utrecht                                              |            |  |
| Zelfportret                                                                                                | 1905, ca.                              | Tekening                                                                 | Centraal Museum, Utrecht                                              |            |  |
| Zelfportret                                                                                                | 1905, ca.                              | Tekening                                                                 | Centraal Museum, Utrecht                                              |            |  |
| Zelfportret                                                                                                | 1905, ca.                              | Tekening                                                                 | Centraal Museum, Utrecht                                              |            |  |
| Portret van man met muts                                                                                   | 1905, ca.                              | Tekening                                                                 | Centraal Museum, Utrecht                                              |            |  |
| Portret van man met baard                                                                                  | 1905, ca.                              | Tekening                                                                 | Centraal Museum, Utrecht                                              |            |  |
| Portret van een mijmerende vrouw                                                                           | 1905, ca.                              | Tekening                                                                 | Centraal Museum, Utrecht                                              |            |  |
| Tegen een muur zittend vrouwtje                                                                            | 1905, ca.                              | Tekening                                                                 | Centraal Museum, Utrecht                                              |            |  |
| Portret van een man met baard                                                                              | 1905, ca.                              | Tekening                                                                 | Centraal Museum, Utrecht                                              |            |  |
| Man met hoed en profil                                                                                     | 1905                                   | Tekening                                                                 | Gemeentemuseum Den Haag, Den Haag                                     |            |  |
| Portret van een glimlachende man                                                                           | 1905                                   | Tekening                                                                 | Centraal Museum, Utrecht                                              |            |  |
| Portret van een man met neergeslagen ogen                                                                  | 1905                                   | Tekening                                                                 | Centraal Museum, Utrecht                                              |            |  |
| Portret van een man                                                                                        | 1905                                   | Tekening                                                                 | Centraal Museum, Utrecht                                              |            |  |
| Portret van een vrouw                                                                                      | 1905                                   | Tekening                                                                 | Centraal Museum, Utrecht                                              |            |  |
| Portret van een oude vrouw                                                                                 | 1905, ca.                              | Tekening                                                                 | Centraal Museum, Utrecht                                              |            |  |
| Portret van Agnita Feis en profil                                                                          | 1905, ca.                              | Tekening                                                                 | Centraal Museum, Utrecht                                              |            |  |
| Portret van Agnita Feis                                                                                    | 1905, ca.                              | Tekening                                                                 | Centraal Museum, Utrecht                                              |            |  |
| Zelfportret en face                                                                                        | 1905                                   | Tekening                                                                 | Centraal Museum, Utrecht                                              |            |  |
| Zelfportret met baard                                                                                      | 1905, ca.                              | Schilderij                                                               | Centraal Museum, Utrecht                                              |            |  |
| Zelfportret met baard                                                                                      | 1905                                   | Schilderij                                                               | Centraal Museum, Utrecht                                              |            |  |
| Mannelijk naakt                                                                                            | 1905                                   | Tekening                                                                 | Centraal Museum, Utrecht                                              |            |  |
| Portret van een huilende man                                                                               | Ca. 1905                               | Tekening                                                                 | Centraal Museum, Utrecht                                              |            |  |
| Bedelaarskop                                                                                               | 1905, ca.                              | Tekening                                                                 | Onbekend                                                              |            |  |
| Portret van een mijnwerker                                                                                 | Ca. 1905                               | Tekening                                                                 | Onbekend                                                              |            |  |
| Man met hoed                                                                                               | Ca. 1905                               | Schilderij                                                               | Onbekend                                                              |            |  |
| Zelfportret met snor en baard                                                                              | 1906                                   | Tekening                                                                 | Centraal Museum, Utrecht                                              |            |  |
| Zelfportret met snor en baard                                                                              | 1906                                   | Tekening                                                                 | Centraal Museum, Utrecht                                              |            |  |
| Zelfportret met snor en baard                                                                              | 1906                                   | Tekening                                                                 | Onbekend                                                              |            |  |
| Portret van een man en profil                                                                              | 1906                                   | Tekening                                                                 | Onbekend                                                              |            |  |
| Portret van een man en profil                                                                              | 1906                                   | Tekening                                                                 | Centraal Museum, Utrecht                                              |            |  |
| Arbeiderskop                                                                                               | 1906                                   | Tekening                                                                 | Centraal Museum, Utrecht                                              |            |  |
| Werker | Ca. 1906                               | Tekening                                                                 | Centraal Museum, Utrecht                                              |            |  |
| Portret van een vrouw en profil                                                                            | Ca. 1906                               | Tekening                                                                 | Centraal Museum, Utrecht                                              |            |  |
| Portret van een man en profil                                                                              | Ca. 1906                               | Tekening                                                                 | Centraal Museum, Utrecht                                              |            |  |
| Voldendammer meisje                                                                                        | 1906                                   | Tekening                                                                 | Centraal Museum, Utrecht                                              |            |  |
| Portret van Agnita Feis en profil                                                                          | Ca. 1906                               | Schilderij                                                               | Centraal Museum, Utrecht                                              |            |  |
| Portret van Agnita Feis en profil Twee versies                                                             | Ca. 1906                               | Prent                                                                    | Centraal Museum, Utrecht                                              |            |  |
| Portret van Agnita Feis en profil                                                                          | Ca. 1906                               | Prent                                                                    | Centraal Museum, Utrecht                                              |            |  |
| Portret van Agnita Feis met gesloten ogen                                                                  | Ca. 1906                               | Schilderij                                                               | Centraal Museum, Utrecht                                              |            |  |
| Arbeider                                                                                                   | 1906 (?)                               | Schilderij                                                               | Privéverzameling, Nederland                                           |            |  |
| Mozes | 1906                                   | Tekening                                                                 | Kröller-Müller Museum, Otterlo                                        |            |  |
| Portret van Agnita Feis met sluier                                                                         | Ca. 1906                               | Tekening                                                                 | Centraal Museum, Utrecht                                              |            |  |
| Portret van een man (Lodewijk van Deyssel)                                                                 | Ca. 1906                               | Tekening                                                                 | Centraal Museum, Utrecht                                              |            |  |
| Stilleven                                                                                                  | 1906                                   | Schilderij                                                               | Centraal Museum, Utrecht                                              |            |  |
| Zeegezicht met schepen                                                                                     | Ca. 1906                               | Tekening                                                                 | Centraal Museum, Utrecht                                              |            |  |
| Zelfportret met hoed                                                                                       | 1906 (?)                               | Schilderij                                                               | Privéverzameling, Nederland                                           |            |  |
| Werkmanskop                                                                                                | 1906                                   | Schilderij                                                               | Centraal Museum, Utrecht                                              |            |  |
| Zelfportret met hoed                                                                                       | 1906                                   | Schilderij                                                               | Museum De Lakenhal, Leiden                                            |            |  |
| Werkershoofd (zelfportret)                                                                                 | 1906 (?)                               | Schilderij                                                               | Onbekend                                                              |            |  |
| Zelfportret                                                                                                | 1906                                   | Schilderij                                                               | Centraal Museum, Utrecht                                              |            |  |
| Portret van Christian Leibbrandt                                                                           | 1906 (?)                               | Schilderij                                                               | Privéverzameling C.C. Leibbrandt, Nijmegen                            |            |  |
| Portret van Agnita Feis, de Bijbel lezend                                                                  | 1907                                   | Tekening                                                                 | Centraal Museum, Utrecht                                              |            |  |
| Portret van Agnita Feis                                                                                    | 1907 (?)                               | Schilderij                                                               | Centraal Museum, Utrecht                                              |            |  |
| Portret van Agnita Feis                                                                                    | 1907 (?)                               | Schilderij                                                               | Centraal Museum, Utrecht                                              |            |  |
| Portret van Agnita Feis                                                                                    | 1907 (?)                               | Schilderij                                                               | Centraal Museum, Utrecht                                              |            |  |
| Lachende man                                                                                               | 1907                                   | Schilderij                                                               | Centraal Museum, Utrecht                                              |            |  |
| Zelfportret met pijp                                                                                       | Ca. 1908                               | Schilderij                                                               | Museum De Fundatie, Kasteel het Nijenhuis, Heino                      |            |  |
| Portret van een man met hoed                                                                               | 1908 (?)                               | Schilderij                                                               | Centraal Museum, Utrecht                                              |            |  |
| Portret van Christian Leibbrandt                                                                           | 1908                                   | Schilderij                                                               | Centraal Museum, Utrecht                                              |            |  |
| Portret van een man met snor                                                                               | Ca. 1908                               | Schilderij                                                               | Privéverzameling, Nederland                                           |            |  |
| Zelfportret met hoed                                                                                       | 1909 (?)                               | Schilderij                                                               | Centraal Museum, Utrecht                                              |            |  |
| Zelfportret met hoed                                                                                       | 1909 (?)                               | Schilderij                                                               | Centraal Museum, Utrecht                                              |            |  |
| Vieux Faun (zelfportret)                                                                                   | 1909                                   | Tekening                                                                 | Onbekend                                                              |            |  |
| Portret van een man met hoed                                                                               | 1909 (?)                               | Schilderij                                                               | Centraal Museum, Utrecht                                              |            |  |
| De maskers af!                                                                                             | 1910                                   | Boek                                                                     | Stedelijk Museum Amsterdam en andere collecties                       |            |  |
| Zelfportret met hoed                                                                                       | Ca. 1910                               | Tekening                                                                 | Centraal Museum, Utrecht                                              |            |  |
| Zelfportret met hoed                                                                                       | Ca. 1910                               | Schilderij                                                               | Stedelijk Museum Amsterdam, Amsterdam                                 |            |  |
| Zakken | 1912                                   | Schilderij                                                               | Centraal Museum, Utrecht                                              |            |  |
| Zeegezicht                                                                                                 | 1912                                   | Schilderij                                                               | Centraal Museum, Utrecht                                              |            |  |
| Duinen en zee                                                                                              | Ca. 1912                               | Schilderij                                                               | Kröller-Müller Museum, Otterlo                                        |            |  |
| Duinlandschap                                                                                              | Ca. 1912                               | Schilderij                                                               | Museum De Lakenhal, Leiden                                            |            |  |
| Hooimijten                                                                                                 | 1913                                   | Schilderij                                                               | Centraal Museum, Utrecht                                              |            |  |
| La corbeille rejetée                                                                                       | Augustus 1913                          | Schilderij                                                               | Centraal Museum, Utrecht                                              |            |  |
| Zelfportret                                                                                                | 1913                                   | Schilderij                                                               | Centraal Museum, Utrecht                                              |            |  |
| Petite paysanne hollandaise                                                                                | 1913                                   | Schilderij                                                               | Centraal Museum, Utrecht                                              |            |  |
| Bedelaar                                                                                                   | 1914                                   | Schilderij                                                               | Centraal Museum, Utrecht                                              |            |  |
| Meisje met ranonkels                                                                                       | 1914                                   | Schilderij                                                               | Centraal Museum, Utrecht                                              |            |  |
| Straatmuziek I                                                                                             | 1915                                   | Tekening                                                                 | Centraal Museum, Utrecht                                              |            |  |
| Straatmuziek II                                                                                            | 1915                                   | Tekening                                                                 | Centraal Museum, Utrecht                                              |            |  |
| Portret van een meisje                                                                                     | 1915 (?)                               | Schilderij                                                               | Kröller-Müller Museum, Otterlo                                        |            |  |
| Zelfportret                                                                                                | 1915 (vermoedelijk)                    | Schilderij                                                               | Onbekend                                                              |            |  |
| Portret van Lena Milius                                                                                    | Ca. 1915                               | Schilderij                                                               | Museum De Lakenhal, Leiden                                            |            |  |
| Corps causal de l'adepte                                                                                   | 1915                                   | Schilderij                                                               | Musée national d'art moderne, Centre Georges Pompidou, Parijs         |            |  |
| Compositie met twee ovale vormen                                                                           | 1915 (na augustus)                     | Tekening                                                                 | Centraal Museum, Utrecht                                              |            |  |
| Geabstraheerd portret                                                                                      | 1915 (?)                               | Schilderij                                                               | Museum De Lakenhal, Leiden                                            |            |  |
| Het oorzakelijk lichaam van den adept                                                                      | 1915 (?)                               | Schilderij                                                               | Onbekend                                                              |            |  |
| Kinderlachje                                                                                               | 1915 (vermoedelijk)                    | Tekening                                                                 | Privéverzameling, Nederland                                           |            |  |
| Compositie                                                                                                 | 1915 (vermoedelijk)                    | Tekening                                                                 | Centraal Museum, Utrecht                                              |            |  |
| Kosmische zon                                                                                              | 1915                                   | Tekening                                                                 | Privéverzameling, Nederland                                           |            |  |
| Compositie met bloem                                                                                       | 1915 (vermoedelijk)                    | Tekening                                                                 | Centraal Museum, Utrecht                                              |            |  |
| Landschap                                                                                                  | 1915 (vermoedelijk)                    | Tekening                                                                 | Centraal Museum, Utrecht                                              |            |  |
| Herfst | 1915                                   | Tekening                                                                 | Privéverzameling, Nederland                                           |            |  |
| Compositie                                                                                                 | 1915 (?)                               | Tekening                                                                 | Centraal Museum, Utrecht                                              |            |  |
| Compositie                                                                                                 | 1915 (?)                               | Tekening                                                                 | Centraal Museum, Utrecht                                              |            |  |
| Compositie                                                                                                 | 1915 (?)                               | Tekening                                                                 | Centraal Museum, Utrecht                                              |            |  |
| Compositie                                                                                                 | 1915 (?)                               | Tekening                                                                 | Centraal Museum, Utrecht                                              |            |  |
| Geabstraheerde kerk                                                                                        | 1915, ca.                              | Tekening                                                                 | Centraal Museum, Utrecht                                              |            |  |
| Mouvement héroïque                                                                                         | 1916, voor mei                         | Tekening                                                                 | Centraal Museum, Utrecht                                              |            |  |
| Mouvement héroïque                                                                                         | 1916, voor mei                         | Schilderij                                                               | Centraal Museum, Utrecht                                              |            |  |
| Landschap                                                                                                  | 1916                                   | Schilderij                                                               | Onbekend                                                              |            |  |
| Stilleven                                                                                                  | 1916 (?)                               | Schilderij                                                               | Privéverzameling, Nederland                                           |            |  |
| Compositie I (stilleven)                                                                                   | 1916                                   | Schilderij                                                               | Kröller-Müller Museum, Otterlo                                        |            |  |
| Stilleven (etude) Zie Compositie II (stilleven)                                                            | Ca. 1916                               | Tekening                                                                 | Onbekend                                                              |            |  |
| Compositie II (stilleven)                                                                                  | 1916                                   | Schilderij                                                               | Museo Thyssen-Bornemisza, Madrid                                      |            |  |
| Compositie III (stilleven)                                                                                 | 1916                                   | Schilderij                                                               | Curtis galleries, Minneapolis                                         |            |  |
| Ontwerp voor de omslag van het boek Evenwicht door J. Eigenhuis                                            | 1916, voor 18 mei                      | Typografisch ontwerp                                                     | Centraal Museum, Utrecht                                              |            |  |
| Portret van Jurriaan ten Doesschate                                                                        | 1916                                   | Schilderij                                                               | Privéverzameling, Nederland                                           |            |  |
| Compositie IV (stilleven)                                                                                  | 1916                                   | Schilderij                                                               | Verloren gegaan in 1945                                               |            |  |
| Sfeer | 1916 (?)                               | Schilderij                                                               | Museum De Lakenhal, Leiden                                            |            |  |
| Boom | Juli 1916                              | Schilderij                                                               | Portland Art Museum, Portland                                         |            |  |
| Kruisiging                                                                                                 | 1916                                   | Schilderij                                                               | Centraal Museum, Utrecht                                              |            |  |
| Glas-in-loodcompositie I                                                                                   | September 1916-januari 1917            | Glas-in-loodraam                                                         | Museum De Lakenhal, Leiden                                            |            |  |
| Danseressen                                                                                                | 1916                                   | Schilderij                                                               | Kröller-Müller Museum, Otterlo                                        |            |  |
| Dans I en II                                                                                               | Eind 1916-begin 1917 (?)               | Glas-in-loodraam                                                         | Kröller-Müller Museum, Otterlo                                        |            |  |
| De kaartspelers                                                                                            | Eind 1916 (?)-voorjaar 1917            | Schilderij                                                               | Gemeentemuseum Den Haag, Den Haag                                     |            |  |
| Compositie V (stilleven)                                                                                   | 1916-1917                              | Schilderij                                                               | Privéverzameling Georges Jollès, Parijs                               |            |  |
| Compositie Zie Vier bovenlichten                                                                           | Ca. april 1917                         | Tekening                                                                 | Gemeentemuseum Den Haag, Den Haag                                     |            |  |
| Vier bovenlichten                                                                                          | April-mei 1917                         | Glas-in-loodraam                                                         | Museum De Lakenhal, Leiden                                            |            |  |
| Glas-in-lood-compositie II                                                                                 | Begin mei 1917                         | Glas-in-loodraam                                                         | Verloren gegaan                                                       |            |  |
| Glas-in-loodcompositie III                                                                                 | 1917                                   | Glas-in-loodraam, vijfdelig                                              | Kröller-Müller Museum, Otterlo, en Museum De Lakenhal, Leiden         |            |  |
| Glas-in-loodcompositie Vrouwenkop                                                                          | Mei-juli 1917                          | Glas-in-loodraam                                                         | Kröller-Müller Museum, Otterlo                                        |            |  |
| Compositie VI (op zwart fond)                                                                              | 1917 (?)                               | Schilderij                                                               | Onbekend                                                              |            |  |
| Compositie VII (de drie gratiën)                                                                           | 1917                                   | Schilderij                                                               | Mildred Lane Kemper Art Museum, Saint Louis                           |            |  |
| Glas-in-loodcompositie IV                                                                                  | 1917                                   | Glas-in-loodraam                                                         | Kröller-Müller Museum, Otterlo                                        |            |  |
| Sjabloon voor ornamentrand Huis De Lange                                                                   | 1917                                   | Sjabloon                                                                 | Het Nieuwe Instituut, Rotterdam                                       |            |  |
| Trappaal Huis De Lange                                                                                     | 1917                                   | Beeldhouwwerk                                                            | Huis De Lange, Alkmaar                                                |            |  |
| Compositie IX (De kaartspelers)                                                                            | 1917-1918                              | Schilderij                                                               | Gemeentemuseum Den Haag, Den Haag                                     |            |  |
| Glas-in-loodcompositie V                                                                                   | 1917-1918 (vermoedelijk)               | Glas-in-loodraam                                                         | Verloren gegaan                                                       |            |  |
| Ontwerp voor stationsplein in Leeuwarden                                                                   | 1917                                   | Stedenbouwkundig ontwerp                                                 | Verloren gegaan                                                       |            |  |
| Perskaart van De Stijl                                                                                     | Mei 1917-november 1918                 | Typografisch ontwerp                                                     | Centraal Museum, Utrecht, en andere verzamelingen                     |            |  |
| Glas-in-loodcompositie (Kleine Pastorale)                                                                  | Eind 1917-begin 1918                   | Glas-in-loodraam                                                         | Verloren gegaan                                                       |            |  |
| Koe | 1918 (?)                               | Tekening                                                                 | Museum of Modern Art, New York                                        |            |  |
| Koe | 1918 (?)                               | Tekening                                                                 | Museum of Modern Art, New York                                        |            |  |
| Compositie VIII (De koe)                                                                                   | 1918 (?)                               | Schilderij                                                               | Museum of Modern Art, New York                                        |            |  |
| Compositie XI                                                                                              | 1918                                   | Schilderij                                                               | Solomon R. Guggenheim Museum, New York                                |            |  |
| Vakantiehuis De Vonk                                                                                       | Juli 1917-juni 1918                    | Kleurontwerp exterieur, interieurontwerp                                 | In situ, Westeinde 94, Noordwijkerhout                                |            |  |
| Ontwerp tegelvloer begane grond Vakantiehuis De Vonk                                                       | Augustus 1917-april 1918               | Interieurontwerp                                                         | Museum De Lakenhal, Leiden                                            |            |  |
| Ontwerp tegelvloer gang eerste verdieping Vakantiehuis De Vonk                                             | Augustus 1917-april 1918               | Interieurontwerp                                                         | Onbekend                                                              |            |  |
| Tegelvloer gang eerste verdieping Vakantiehuis De Vonk                                                     | Augustus 1917-april 1918               | Interieurontwerp                                                         | In situ, Westeinde 94, Noordwijkerhout                                |            |  |
| Compositie                                                                                                 | 1917-1918                              | Schilderij                                                               | Privéverzameling Armand P. Bartos, New York                           |            |  |
| Tarantella                                                                                                 | 1918                                   | Schilderij                                                               | Onbekend                                                              |            |  |
| Compositie (zittende figuur)                                                                               | 1918                                   | Schilderij                                                               | Privéverzameling, Nederland                                           |            |  |
| Compositie XIII (Vrouw in atelier)                                                                         | 1918                                   | Schilderij                                                               | Kunstmuseum Winterthur, Winterthur                                    |            |  |
| Compositie XII in zwart en wit                                                                             | 1918                                   | Schilderij                                                               | Kunstmuseum Basel, Bazel                                              |            |  |
| Studie voor Compositie X                                                                                   | 1917-1918                              | Schilderij                                                               | Stedelijk Museum Amsterdam, Amsterdam                                 |            |  |
| Studie voor Compositie X                                                                                   | 1918                                   | Tekening                                                                 | Musée national d'art moderne, Centre Georges Pompidou, Parijs         |            |  |
| Compositie X                                                                                               | 1918                                   | Schilderij                                                               | Musée national d'art moderne, Centre Georges Pompidou, Parijs         |            |  |
| Stilleven                                                                                                  | 1918 (?)                               | Schilderij                                                               | Stedelijk Museum Amsterdam, Amsterdam                                 |            |  |
| Compositie                                                                                                 | 1918                                   | Tekening                                                                 | Stedelijk Museum Amsterdam, Amsterdam                                 |            |  |
| Compositie XIII                                                                                            | Juni 1918                              | Schilderij                                                               | Stedelijk Museum Amsterdam, Amsterdam                                 |            |  |
| Studie voor Ritme van een Russische dans                                                                   | 1917-1918 (?)                          | Tekening                                                                 | Museum of Modern Art, New York                                        |            |  |
| Studie voor Ritme van een Russische dans                                                                   | 1917-1918 (?)                          | Tekening                                                                 | Museum of Modern Art, New York                                        |            |  |
| Ritme van een Russische dans                                                                               | Juni 1918                              | Schilderij                                                               | Museum of Modern Art, New York                                        |            |  |
| Studie voor L'enfant mécanique                                                                             | 1918 (?)                               | Tekening                                                                 | Centraal Museum, Utrecht                                              |            |  |
| L'enfant mécanique                                                                                         | 1918 (?)                               | Tekening                                                                 | Centraal Museum, Utrecht                                              |            |  |
| Compositie gebaseerd op L'enfant mécanique                                                                 | 1918 (?)                               | Tekening                                                                 | Centraal Museum, Utrecht                                              |            |  |
| Variatie op Compositie XIII                                                                                | Oktober 1918 (vermoedelijk)            | Schilderij                                                               | Cincinnati Art Museum, Cincinnati                                     |            |  |
| Huizen | 1918                                   | Schilderij                                                               | Museum De Lakenhal, Leiden                                            |            |  |
| Figuur op de Blauwpoortsbrug                                                                               | 1918 (vermoedelijk)                    | Schilderij                                                               | Museum De Lakenhal, Leiden                                            |            |  |
| Stadsgezicht met boot (Leiden)                                                                             | 1917-1918                              | Tekening                                                                 | Museum De Lakenhal, Leiden                                            |            |  |
| Stadsgezicht met boot (Leiden)                                                                             | 1917-1918                              | Tekening                                                                 | Privéverzameling, Zwitserland                                         |            |  |
| Stadsgezicht met boot (Leiden)                                                                             | 1917-1918                              | Tekening                                                                 | Museum De Lakenhal, Leiden                                            |            |  |
| Boot in gracht                                                                                             | 1917-1918                              | Tekening (?)                                                             | Onbekend                                                              |            |  |
| Glas-in-loodcompositie VIII                                                                                | Oktober 1918-maart 1919                | Glas-in-loodraam                                                         | Verschillende collecties                                              |            |  |
| Glas-in-loodcompositie IX                                                                                  | Oktober 1918-maart 1919                | Glas-in-loodraam                                                         | Verschillende collecties                                              |            |  |
| Stilleven met fles                                                                                         | 1919 (?)                               | Schilderij                                                               | Museum De Lakenhal, Leiden                                            |            |  |
| Lettertype, in 1997 gedigitaliseerd als Architype Van Doesburg                                             | 1919 (?)                               | Typografisch ontwerp                                                     | Centraal Museum, Utrecht                                              |            |  |
| Compositie                                                                                                 | 1919 (?)                               | Tekening                                                                 | Wilhelm-Hack-Museum, Ludwigshafen                                     |            |  |
| Portret van mejuffrouw J.Th.M. Schoondergang                                                               | 1919                                   | Schilderij                                                               | Collectie Bob Coppens, Brussel                                        |            |  |
| Eerste doorbeelding portret-compositie                                                                     | Maart 1919                             | Onbekend                                                                 | Onbekend                                                              |            |  |
| Destructieve voorstudie voor Compositie in dissonanten                                                     | Maart 1919                             | Onbekend                                                                 | Onbekend                                                              |            |  |
| Voorstudie voor Compositie in dissonanten (1)                                                              | Maart 1919                             | Onbekend                                                                 | Onbekend                                                              |            |  |
| Compositie in dissonanten                                                                                  | Maart-half mei 1919                    | Schilderij                                                               | Kunstmuseum Basel, Bazel                                              |            |  |
| Compositie in grijs (Rag-Time)                                                                             | Maart-juni 1919                        | Schilderij                                                               | Peggy Guggenheim Collection, Venetië                                  |            |  |
| Compositie XVIII (Herfstrood)                                                                              | 1918-1919 (?)                          | Schilderij                                                               | Galerie Proarta, Zürich (2006)                                        |            |  |
| Tegelcompositie                                                                                            | 1919                                   | Tegeltableau                                                             | Verloren gegaan                                                       |            |  |
| Tuinplastiek                                                                                               | 1919                                   | Beeldhouwwerk                                                            | Verloren gegaan                                                       |            |  |
| Kaasetiket voor G. Klaverweide en Zoon                                                                     | Juni 1919                              | Typografisch ontwerp                                                     | Verschillende collecties                                              |            |  |
| Typografische ontwerpen voor de Bond van Revolutionair-Socialistische Intellectueelen                      | Ca. oktober 1919-september 1920        | Typografisch ontwerp                                                     | Verschillende collecties                                              |            |  |
| Omslag voor De theorie van het syndicalisme, door Clara Wichmann                                           | 1920                                   | Typografisch ontwerp                                                     | Rijkscollectie                                                        |            |  |
| Monogram voor J.J. Dee                                                                                     | 1919 (?)                               | Typografisch ontwerp                                                     | Verschillende collecties                                              |            |  |
| Ontwerp monogram voor J.J.P. Oud                                                                           | 1919                                   | Typografisch ontwerp                                                     | Galerie Gmurzynska, Keulen                                            |            |  |
| Monogram voor Antony Kok                                                                                   | December 1919-1922                     | Typografisch ontwerp                                                     | Verschillende collecties                                              |            |  |
| Compositie XVII                                                                                            | December 1919                          | Schilderij                                                               | Gemeentemuseum Den Haag, Den Haag                                     |            |  |
| Kleurontwerp voor kamer in huis van Bart de Ligt, Katwijk aan Zee                                          | December 1919-februari 1920            | Interieurontwerp                                                         | Verloren gegaan                                                       |            |  |
| Ontwerp affiche La Section d'Or                                                                            | Ca. april 1920                         | Typografisch ontwerp                                                     | Centraal Museum, Utrecht                                              |            |  |
| Boekomslag voor Klassiek-Barok-Modern                                                                      | 1920                                   | Typografisch ontwerp                                                     | Centraal Museum, Utrecht                                              |            |  |
| Boekomslag voor Klassiek-Barok-Modern                                                                      | 1920                                   | Typografisch ontwerp                                                     | Onbekend                                                              |            |  |
| Compositie XVIII in drie delen                                                                             | April-mei 1920                         | Schilderij                                                               | Kröller-Müller Museum, Otterlo                                        |            |  |
| Compositieschema voor Compositie XVIII in drie delen                                                       | 1920-1923                              | Onbekend                                                                 | Onbekend                                                              |            |  |
| Omslag voor Verzamelde volzinnen van Evert Rinsema                                                         | 1920                                   | Typografisch ontwerp                                                     | Rijksbureau voor Kunsthistorische Documentatie, Den Haag              |            |  |
| Je suis contre tout et tous                                                                                | Januari 1921                           | Foto                                                                     | Onbekend                                                              |            |  |
| Compositie XX                                                                                              | 1920                                   | Schilderij                                                               | Museo Thyssen-Bornemisza, Madrid                                      |            |  |
| Peinture pure                                                                                              | Mei-juli 1920                          | Schilderij                                                               | Musée national d'art moderne, Centre Georges Pompidou, Parijs         |            |  |
| Omslag voor De Stijl                                                                                       | April 1922                             | Typografisch ontwerp                                                     | Onbekend                                                              |            |  |
| Memorandumpapier voor De Stijl                                                                             | 1922                                   | Typografisch ontwerp                                                     | Rijksbureau voor Kunsthistorische Documentatie, Den Haag              |            |  |
| Tekening                                                                                                   | Ca. oktober 1921                       | Tekening                                                                 | Verloren gegaan                                                       |            |  |
| Kleurontwerp voor- en zijgevels, Landbouwwinsterschool, Drachten                                           | Begin november 1921                    | Kleurontwerp exterieur                                                   | Museum Drachten, Drachten                                             |            |  |
| Definitief ontwerp voor de zaaier, glas-in-loodramen Grote Pastorale en Kleine Pastorale                   | December 1921-januari 1922             | Glas-in-loodontwerp                                                      | Museum Drachten, Drachten                                             |            |  |
| Definitief ontwerp voor de maaier, glas-in-loodramen Grote Pastorale en Kleine Pastorale                   | December 1921-januari 1922             | Glas-in-loodontwerp                                                      | Museum Drachten, Drachten                                             |            |  |
| Grote Pastorale                                                                                            | Februari-april 1922                    | Glas-in-loodraam                                                         | Rijkslandbouwwinterschool, Drachten                                   |            |  |
| Kleine Pastorale                                                                                           | Februari-april 1922                    | Glas-in-loodraam                                                         | Rijkslandbouwwinterschool, Drachten                                   |            |  |
| Aanmeldingskaart Mécano                                                                                    | Februari-maart 1922                    | Typografisch ontwerp                                                     | Centraal Museum, Utrecht                                              |            |  |
| Ontwerp voor Grondelement der sculptuur                                                                    | 1922                                   | Tekening                                                                 | Rijksdienst voor het Cultureel Erfgoed, Rijswijk                      |            |  |
| Portret van Nelly van Doesburg                                                                             | Ca. 1922                               | Tekening                                                                 | Centraal Museum, Utrecht                                              |            |  |
| Portret van Pétro                                                                                          | Ca. 1922                               | Schilderij                                                               | Museum De Lakenhal, Leiden                                            |            |  |
| Portret van Pétro (Nelly van Doesburg)                                                                     | Ca. 1922                               | Tekening                                                                 | Museum De Lakenhal, Leiden                                            |            |  |
| Compositie XXII                                                                                            | Juni-juli 1922                         | Schilderij                                                               | Van Abbemuseum, Eindhoven                                             |            |  |
| Omslag voor Brochure Wat is Dada?                                                                          | Eind 1922                              | Typografisch ontwerp                                                     | Centraal Museum, Utrecht                                              |            |  |
| Affiche Kleine Dadasoirée, proefdruk                                                                       | Eind 1922                              | Typografisch ontwerp                                                     | Centraal Museum, Utrecht                                              |            |  |
| Affiche Kleine Dadasoirée                                                                                  | Eind 1922                              | Typografisch ontwerp                                                     | Centraal Museum, Utrecht                                              |            |  |
| Affiche Dadamatinée                                                                                        | Januari 1923                           | Typografisch ontwerp                                                     | Centraal Museum, Utrecht                                              |            |  |
| Glas-in-loodraam boven de deur van de Christelijke ULO Rehobôth in Drachten                                | December 1922-februari 1923            | Glas-in-loodraam                                                         | Davis Museum and Cultural Center, Wellesley College, Wellesley, Mass. |            |  |
| Glas-in-loodraam links van de deur van de Christelijke ULO Rehobôth in Drachten                            | December 1922-februari 1923            | Glas-in-loodraam                                                         | Onbekend                                                              |            |  |
| Glas-in-loodraam recht van de deur van de Christelijke ULO Rehobôth in Drachten                            | December 1922-februari 1923            | Glas-in-loodraam                                                         | Onbekend                                                              |            |  |
| Glas-in-loodraam links van het raam boven de deur van de Christelijke ULO Rehobôth in Drachten             | December 1922-februari 1923            | Glas-in-loodraam                                                         | Onbekend                                                              |            |  |
| Glas-in-loodraam rechts van het raam boven de deur van de Christelijke ULO Rehobôth in Drachten            | December 1922-februari 1923            | Glas-in-loodraam                                                         | Onbekend                                                              |            |  |
| Glas-in-loodraam trappenhuis linksonder Christelijke ULO Rehobôth in Drachten                              | December 1922-februari 1923            | Glas-in-loodraam                                                         | Indiana University Art Museum, Bloomington, Indiana                   |            |  |
| Glas-in-loodraam trappenhuis middenonder Christelijke ULO Rehobôth in Drachten                             | December 1922-februari 1923            | Glas-in-loodraam                                                         | Onbekend                                                              |            |  |
| Glas-in-loodraam trappenhuis rechtsonder Christelijke ULO Rehobôth in Drachten                             | December 1922-februari 1923            | Glas-in-loodraam                                                         | Onbekend                                                              |            |  |
| Glas-in-loodraam trappenhuis linksboven Christelijke ULO Rehobôth in Drachten                              | December 1922-februari 1923            | Glas-in-loodraam                                                         | Badisches Landesmuseum, Karlsruhe                                     |            |  |
| Glas-in-loodraam trappenhuis middenboven Christelijke ULO Rehobôth in Drachten                             | December 1922-februari 1923            | Glas-in-loodraam                                                         | Badisches Landesmuseum, Karlsruhe                                     |            |  |
| Glas-in-loodraam trappenhuis rechtsboven Christelijke ULO Rehobôth in Drachten                             | December 1922-februari 1923            | Glas-in-loodraam                                                         | Kaiser Wilhelm Museum, Krefeld                                        |            |  |
| Glas-in-loodraam linksboven in het trappenhuis van de Christelijke ULO Rehobôth in Drachten                | December 1922-februari 1923            | Glas-in-loodraam                                                         | Onbekend                                                              |            |  |
| Glas-in-loodraam midden boven in het trappenhuis van de Christelijke ULO Rehobôth in Drachten              | December 1922-februari 1923            | Glas-in-loodraam                                                         | Onbekend                                                              |            |  |
| Glas-in-loodraam rechts boven in het trappenhuis van de Christelijke ULO Rehobôth in Drachten              | December 1922-februari 1923            | Glas-in-loodraam                                                         | Ruth O'Hara, New York                                                 |            |  |
| Compositie XXI                                                                                             | Juni-juli 1923                         | Schilderij                                                               | Privéverzameling, Nederland                                           |            |  |
| Compositie XXV                                                                                             | Juni-juli 1923                         | Schilderij                                                               | Verloren gegaan in 1945                                               |            |  |
| Kleurontwerp voor een universiteitshal                                                                     | 24 juni-15 oktober 1923                | Interieurontwerp                                                         | Nederlands Architectuurinstituut, Rotterdam                           |            |  |
| Hotel Particulier (i.s.m. Cor van Eesteren)                                                                | 1923                                   | Architectonisch ontwerp                                                  | Niet uitgevoerd                                                       |            |  |
| Maison Particulière (i.s.m. Cor van Eesteren)                                                              | 1923                                   | Architectonisch ontwerp                                                  | Niet uitgevoerd                                                       |            |  |
| Contra-constructie                                                                                         | 1923                                   | Prent                                                                    | Museum of Modern Art, New York                                        |            |  |
| Contra-constructie                                                                                         | 1923                                   | Prent                                                                    | Kröller-Müller Museum, Otterlo                                        |            |  |
| Maison d'artiste (i.s.m. Cor van Eesteren)                                                                 | 1923                                   | Architectonisch ontwerp                                                  | Niet uitgevoerd                                                       |            |  |
| Compositie (XXVI)                                                                                          | 1923-1924                              | Schilderij                                                               | Kunstmuseum Basel, Bazel                                              |            |  |
| Glas-in-lood compositie XIII                                                                               | 1923-1924                              | Glas-in-loodraam                                                         | Niet uitgevoerd                                                       |            |  |
| Studie voor Contra-compositie IV                                                                           | 1924                                   | Tekening                                                                 | Kröller-Müller Museum, Otterlo                                        |            |  |
| Studie voor Contra-compositie V                                                                            | 1924                                   | Tekening                                                                 | Kröller-Müller Museum, Otterlo                                        |            |  |
| Studie voor Contra-compositie VI                                                                           | 1924                                   | Tekening                                                                 | Kröller-Müller Museum, Otterlo                                        |            |  |
| Studie voor Contra-compositie VII                                                                          | 1924                                   | Tekening                                                                 | Kröller-Müller Museum, Otterlo                                        |            |  |
| Studie voor Contra-compositie VIII                                                                         | 1924                                   | Tekening                                                                 | Kröller-Müller Museum, Otterlo                                        |            |  |
| Studie voor Contra-compositie X                                                                            | 1924                                   | Tekening                                                                 | Kröller-Müller Museum, Otterlo                                        |            |  |
| Studie voor Contra-compositie XII                                                                          | 1924 en 1925                           | Tekening                                                                 | Kröller-Müller Museum, Otterlo                                        |            |  |
| Studie voor Contra-compositie XX                                                                           | 1927                                   | Tekening                                                                 | Kröller-Müller Museum, Otterlo                                        |            |  |
| Studie voor Contra-compositie XXI                                                                          | 1927                                   | Tekening                                                                 | Kröller-Müller Museum, Otterlo                                        |            |  |
| Contra-compositie X                                                                                        | 1924                                   | Schilderij                                                               | Kröller-Müller Museum, Otterlo                                        |            |  |
| Contra-compositie V                                                                                        | 1924                                   | Schilderij                                                               | Stedelijk Museum Amsterdam, Amsterdam                                 |            |  |
| Contra-compositie IV                                                                                       | 1924                                   | Schilderij                                                               | Onbekend                                                              |            |  |
| Contra-compositie VII                                                                                      | 1924                                   | Schilderij                                                               | Museum De Lakenhal, Leiden                                            |            |  |
| Contra-compositie XII                                                                                      | 1924                                   | Schilderij                                                               | Musée de Grenoble, Grenoble                                           |            |  |
| Compositie                                                                                                 | Ca. 1921-1925                          | Collage                                                                  | Kröller-Müller Museum, Otterlo                                        |            |  |
| Construction I                                                                                             | Ca. 1925                               | Collage                                                                  | Kunsthaus Zürich, Zürich                                              |            |  |
| Réconstruction                                                                                             | Ca. 1921-1925                          | Collage                                                                  | Kröller-Müller Museum, Otterlo                                        |            |  |
| Compositie (Frans Ernst's City Sport Stores)                                                               | Ca. 1921-1925                          | Collage                                                                  | Kröller-Müller Museum, Otterlo                                        |            |  |
| Contra-compositie VIII                                                                                     | 1924-1925 (?)                          | Schilderij                                                               | Art Institute of Chicago, Chicago                                     |            |  |
| Contra-compositie VI                                                                                       | 1925                                   | Schilderij                                                               | Tate Modern, Londen                                                   |            |  |
| Ontwerp voor affiche The Little Review                                                                     | 1925                                   | Typografisch ontwerp                                                     | Kröller-Müller Museum, Otterlo                                        |            |  |
| Contra-compositie XIV                                                                                      | 1925                                   | Schilderij                                                               | Fundacion Villanueva, Caracas                                         |            |  |
| Studie voor Contra-compositie XV                                                                           | 1925 (?)                               | Tekening                                                                 | Centraal Museum, Utrecht                                              |            |  |
| Contra-compositie XV                                                                                       | 1925                                   | Schilderij                                                               | Muzeum Sztuki w Łodzi, Łódź                                           |            |  |
| Contra-compositie XVI                                                                                      | 1925                                   | Schilderij                                                               | Gemeentemuseum Den Haag, Den Haag                                     |            |  |
| Contra-compositie XVII                                                                                     | 1926 (?)                               | Schilderij                                                               | Verloren gegaan (vermoedelijk overgeschilderd)                        |            |  |
| Contra-compositie XIII                                                                                     | 1925-1926                              | Schilderij                                                               | Peggy Guggenheim Collection, Venetië                                  |            |  |
| Contra-Compositie XVIII                                                                                    | 1927 (?)                               | Schilderij (?)                                                           | Onbekend                                                              |            |  |
| Portret van I.K. Bonset                                                                                    | 1927 (?)                               | Foto                                                                     | Centraal Museum, Utrecht                                              |            |  |
| Café-brasserie en café-restaurant van de Aubette in Straatsburg                                            | September/november 1926-december 1927  | Interieur- en ontwerp, meubelontwerpen, belettering en ontwerp draaideur | Verloren gegaan                                                       |            |  |
| Grote feestzaal van de Aubette in Straatsburg                                                              | September/november 1926-december 1927  | In situ, Aubette, Place Kléber, Straatsburg                              | Interieur- en kleurontwerp, verlichting                               |            |  |
| Ciné-bal (Ciné-dancing) van de Aubette in Straatsburg                                                      | September/november 1926-december 1927  | In situ, Aubette, Place Kléber, Straatsburg                              | Interieur- en kleurontwerp                                            |            |  |
| Trappenhuis in de passage van de Aubette in Straatsburg                                                    | Januari-oktober 1927                   | Interieurontwerp                                                         | Verloren gegaan                                                       |            |  |
| Hoofdtrap van de Aubette in Straatsburg (i.s.m. Hans Arp en Sophie Taeuber-Arp)                            | Februari 1927                          | Interieurontwerp en verlichting                                          | In situ, Aubette, Place Kléber, Straatsburg                           |            |  |
| Typografie voor de Aubette                                                                                 | Oktober 1927-januari/februari 1928 (?) | Typografische ontwerpen                                                  | Verschillende collecties                                              |            |  |
| Driedelig glas-in-loodraam voor het appartement van André Horn, Rue de la Haute-Montée 5, Straatsburg      | Ca. 1928                               | Glas-in-loodraam                                                         | Musée d'Art moderne et contemporain, Straatsburg                      |            |  |
| Glas-in-loodraam voor het appartement van André Horn, Rue de la Haute-Montée 5, Straatsburg                | Ca. 1928                               | Glas-in-loodraam                                                         | Musée d'Art moderne et contemporain, Straatsburg                      |            |  |
| Glas-in-loodraam [met tekst FORTUNAM SUAM QUISQUE PERAT] (mogelijk in samenwerking met Sophie Taeuber-Arp) | Ca. 1928                               | Glas-in-loodraam                                                         | Musée d'Art moderne et contemporain, Straatsburg                      |            |  |
| Glas-in-loodraam [met diagonale compositie]                                                                | Ca. 1928                               | Glas-in-loodraam                                                         | Onbekend                                                              |            |  |
| Contra-Compositie                                                                                          | Ca. 1928                               | Schilderij                                                               | Onbekend                                                              |            |  |
| Contra-Compositie XX                                                                                       | 1928 (?)                               | Schilderij                                                               | Privéverzameling, Zwitserland                                         |            |  |
| Zelfportret (?)                                                                                            | 1928 (?)                               | Schilderij                                                               | Centraal Museum, Utrecht                                              |            |  |
| Zelfportret                                                                                                | 1928 (?)                               | Schilderij                                                               | Centraal Museum, Utrecht                                              |            |  |
| Zelfportret                                                                                                | 1928 (?)                               | Schilderij                                                               | Museum De Lakenhal, Utrecht                                           |            |  |
| Zelfportret                                                                                                | 1928 (?)                               | Schilderij                                                               | Centraal Museum, Utrecht                                              |            |  |
| Compositie                                                                                                 | 1928                                   | Schilderij                                                               | Fondazione Marguerite Arp, Locarno                                    |            |  |
| Studie voor Composition avec dégradation                                                                   | 1928 (?)                               | Tekening                                                                 | Kröller-Müller Museum, Otterlo                                        |            |  |
| Twee schetsen voor Composition avec dégradation                                                            | 1928 (?)                               | Tekening                                                                 | Centraal Museum, Utrecht                                              |            |  |
| Studie voor Composition avec dégradation                                                                   | 1928 (?)                               | Tekening                                                                 | Kröller-Müller Museum, Otterlo                                        |            |  |
| Composition en demi-valeurs                                                                                | 1928 (?)                               | Schilderij                                                               | Kunstmuseum Basel, Bazel                                              |            |  |
| Studie voor Simultane compositie XXIV                                                                      | 1929 (?)                               | Tekening                                                                 | Kröller-Müller Museum, Otterlo                                        |            |  |
| Studie voor Simultane compositie XXIV                                                                      | 1929 (?)                               | Tekening                                                                 | Kröller-Müller Museum, Otterlo                                        |            |  |
| Simultane compositie XXIV                                                                                  | 1929                                   | Schilderij                                                               | Yale University Art Gallery, New Haven                                |            |  |
| Contra-compositie XXI                                                                                      | 1929                                   | Schilderij                                                               | Museum of Modern Art, New York                                        |            |  |
| Simultane Contra-Compositie                                                                                | 1929 (?)                               | Schilderij                                                               | Privéverzameling                                                      |            |  |
| Van Doesburghuis                                                                                           | 1927-1930                              | Architectonisch ontwerp                                                  | In situ, Rue Charles Infroit, Meudon                                  |            |  |
| Compositie                                                                                                 | 1929 (?)                               | Schilderij                                                               | Kröller-Müller Museum, Otterlo                                        |            |  |
| Interieur                                                                                                  | 1929 (?)                               | Schilderij                                                               | Baltimore Museum of Art, Baltimore                                    |            |  |
| Cité de Circulation (i.s.m. Abraham Elzas)                                                                 | 1929                                   | Stedenbouwkundig ontwerp                                                 | Nederlands Architectuurinstituut, Rotterdam                           |            |  |
| Geabstraheerd hoofd                                                                                        | 1929                                   | Schilderij                                                               | Privéverzameling                                                      |            |  |
| Zelfportret in atelier                                                                                     | 1929 (?)                               | Schilderij                                                               | Centraal Museum, Utrecht                                              |            |  |
| Compositie                                                                                                 | 1929 (?)                               | Schilderij                                                               | Privéverzameling Hannie van Eyck, Nederland                           |            |  |
| Compositie van verhoudingen                                                                                | 1929                                   | Schilderij                                                               | Philadelphia Museum of Art, Philadelphia                              |            |  |
| Simultane Composities XXII                                                                                 | 1929                                   | Schilderij                                                               | San Francisco Museum of Modern Art, San Francisco                     |            |  |
| Zes momenten in de ontwikkeling van vlak naar ruimte                                                       | 1929 (?)                               | Tekening                                                                 | Kröller-Müller Museum, Otterlo                                        |            |  |
| Daklicht bibliotheek Van Doesburghuis                                                                      | Juli-oktober 1930                      | Glas-in-loodraam                                                         | Verloren gegaan (in 1981 gereconstrueerd in kunststof)                |            |  |
| Studie voor Aritmetische compositie                                                                        | 1929 (?)                               | Tekening                                                                 | Kröller-Müller Museum, Otterlo                                        |            |  |
| Studie voor Aritmetische compositie                                                                        | 1929-1930 (?)                          | Tekening                                                                 | Kröller-Müller Museum, Otterlo                                        |            |  |
| Aritmetische compositie                                                                                    | 1929-begin 1930                        | Schilderij                                                               | Kunstmuseum Winterthur, Winterthur                                    |            |  |
| Compositie (studie)                                                                                        | Ca. 1930                               | Tekening                                                                 | Centraal Museum, Utrecht                                              |            |  |
| Simultane contra-compositie                                                                                | 1930                                   | Schilderij                                                               | Museum of Modern Art, New York                                        |            |  |
| Landschap (Davos)                                                                                          | 1931                                   | Schilderij                                                               | Centraal Museum, Utrecht                                              |            |  |
| Compositie in ovaal                                                                                        | 1931                                   | Schilderij                                                               | De Wieger, Deurne                                                     |            |  |

## Toegepaste kunst

### Meubels
- Thonetstoel, Café-brasserie, Aubette. 1927. Utrecht, Centraal Museum. Zie www.geheugenvannederland.nl.
- Tafel, Aubette. Straatsburg, Musée d'Art Moderne et Contemporain de Strasbourg.
- Krukje, Atelierwoning, Meudon. 1929.
- Stoel, Atelierwoning, Meudon. 1930.
- Leunstoel, Atelierwoning, Meudon. 1930.

### Typografie
- Zeven monogrammen. 1917-1919.
- Typografie voor de firma Hagemeyer & Co. Exporteurs, Amsterdam. 1919.
- Typografie voor de Bond van Revolutionaire Socialistische Intellectuelen. 1919-1920.
- Typografie voor De Stijl (i.s.m. Piet Mondriaan). Ca. 1921. Zie Digital Dada Library.
- Typografie voor Mécano. 1922.
- Die Scheuche (i.s.m. Kurt Schwitters en Käte Steinitz). 1925. Zie www.kurt-schwitters.org.

### Mode
Naast een niet-uitgewerkte schets van een jurk met diagonale lijnen uit 1930, heeft Van Doesburg twee handtasjes ontworpen, vermoedelijk in 1929. Deze ontwerpen, Sac à main type 2 en 3, zijn echter niet uitgevoerd.

## Literair werk
- De Verboden beelden, 1913.
- De legende van Bimbisara, 1913.
- Uit den Tempel der Schoonheid, 1913-1914.
- De oorlog, 1 augustus 1914.
- Het Varken (Heroïsche ballade), 1914.
- Derde brief aan Bertha, 18 november 1914.
- Achter het huis van Baal, december 1914.
- Mijne liefde..., 2-4 januari 1915.
- Uwe liefde..., 10 februari 1915.
- De liefde (Heroïsch-episch sprookje), 1915.
- Kunstenaar en publiek, ’n Kleine, oude historie, 1915.
- M'sieur Cabinet, 1915.
- De vijand, Een sprookje, 1915.
- De zwarte vlek, Simultaneïstische schets, 20 oktober 1915.
- De priester-kunstenaar, 7 januari 1916.
- De natuur der Liefde, 1916 (?).
- De heilige steen, Sprookje, 1916.
- Het schilderij, Historische twee-acter, 1916.
- Bedelaar zalig, 1916.
- De vrijwilliger, 1916.
- Expressionistisch-literaire komposities, 1916.
- Godenkultuur, januari 1919.
- Surrealisme. Realistische samenspraak, juni-juli 1924.

## Werken toegeschreven aan Theo van Doesburg
- Stoel (i.s.m. Thijs Rinsema). 1919. Hout. Den Haag, Gemeentemuseum Den Haag. Zie externe link.

Glas-in-loodramen voor Moleneind 32, Drachten. 1923 (?). Mogelijk ontworpen door C.R. de Boer.
- Vier glas-in-loodramen 16,5 × 80,5 cm per raam. icn
- Vier glas-in-loodramen. 16 × 30,5 cm per raam. icn
- Drie glas-in-loodramen. 33,5 × 40,5 cm per raam. icn

Glas-in-loodramen voor het huis van de directeur van een abattoir, Rue Hugweld, Mulhouse. 1926-1928 (?).
- Twee achthoekige glas-in-loodramen. 108 × 68 cm per raam. Amsterdam, Christie's (22 mei 2001).
- Twee glas-in-loodramen. 183 × 110 cm per raam. Amsterdam, Christie's (22 mei 2001).
- Twee glas-in-loodramen. 178 × 110 cm per raam. Amsterdam, Christie's (22 mei 2001).